# Ibrahim Aarab
Ibrahim Aarab (Marokko, 28 mei 1988) is een Marokkaans-Nederlands kickbokser.

## Levensloop
Hij komt uit voor Chakuriki Gym in Amsterdam. Hij vecht vooral in de muay Thai stijl. Zijn gevecht tegen Cătălin Moroşanu (dat hij overigens verloor) in 2011 behoorde tot een van de meer spectaculaire gevechten in de SuperKombat WGP 4.